# Walter Wilcox
Walter Dwight Wilcox (1869–1949) war ein früher Erforscher der kanadischen Rocky Mountains, insbesondere der Region um den Lake Louise.

## Leben

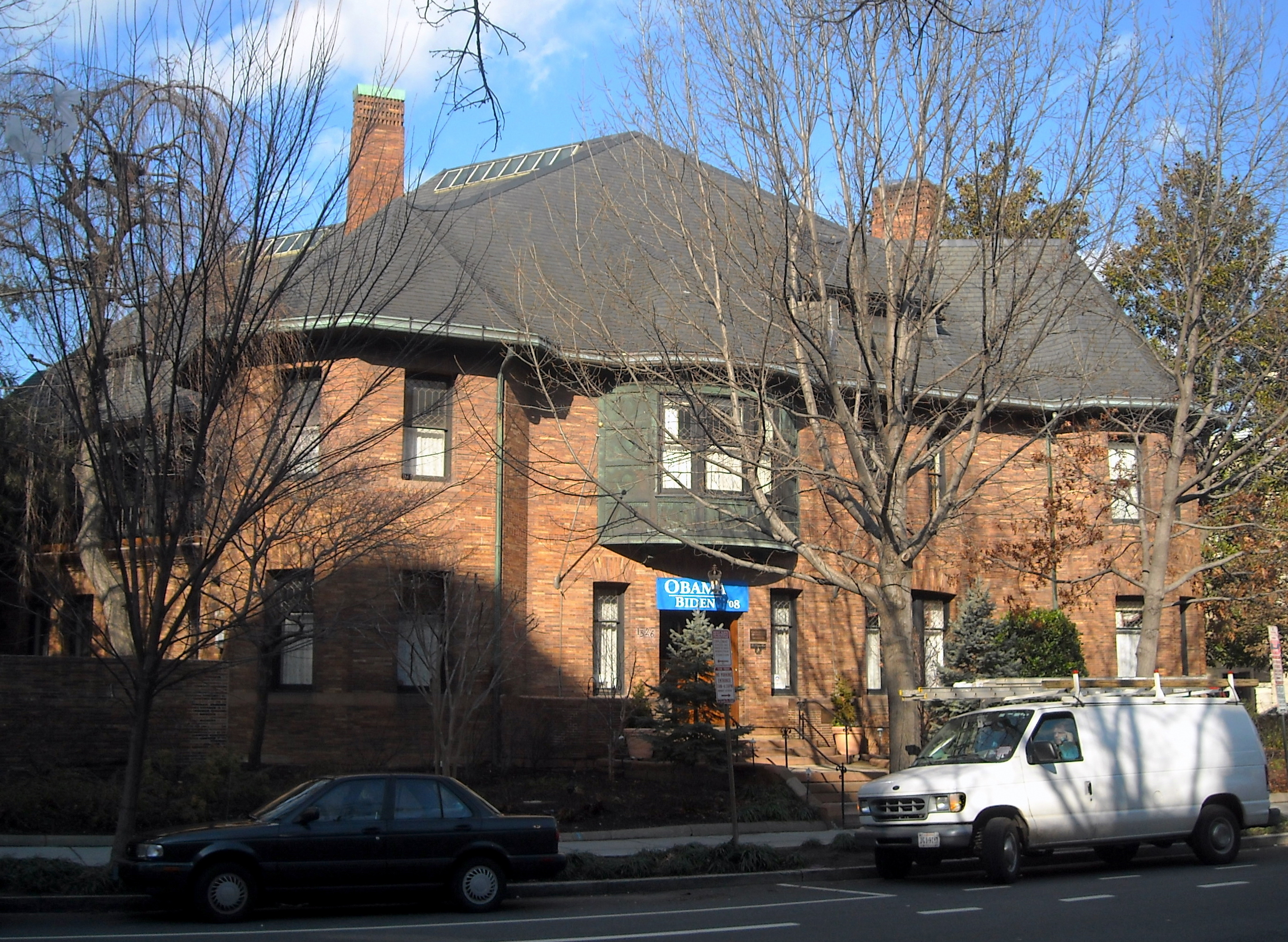
Von 1911 bis 1926 lebte Wilcox in diesem Haus in Washington, D.C. Das Haus ist auch unter dem Namen Whittemore House bekannt.

Wilcox studierte an der Phillips Academy, Andover, (Abschluss 1889) und an der Yale University (Abschluss 1893).
Walter Wilcox ist bekannt für seine Entdeckung und Erkundung des Paradise Valleys, des Desolation Valleys und des Prospector Valleys in der Nähe des Lake Louise in den 1890er Jahren. Ihm wird die Erstbesteigung des Mount Temple (3543 m) am 17. August 1894 mit Samuel E. S. Allen und Lewis Frissell zugeschrieben. Walter Wilcox machte die Erstbesteigung des Mount Aberdeen (3152 m), des Mount Niblock (2976 m), des Mount Indefatigable (2670 m) und des Cheops Mountains (2581 m).
Im Jahr 1898 wurde der Mount Wilcox (2884 m) im Columbia-Icefield-Gebiet des Jasper-Nationalparks von J. Norman Collie zu Wilcox’ Ehren benannt. Der Pass, der einen einfachen Zugang zum Mount Wilcox bietet, wurde ebenfalls Wilcox Pass genannt.

## Arbeiten
- Camping in the Canadian Rockies: An Account of Camp Life in the Wilder Parts of the Canadian Rocky Mountains, Together with a Description of the Region About Banff, Lake Louise and Glacier, and a Sketch of the Early Explorations. G.P. Putnam's Sons, 1896[4]
- The Rockies of Canada. G.P. Putnam's Sons, 1900[5]
- "Among the Mahogany Forests of Cuba," Walter D. Wilcox, National Geographic, Juli 1908, Vol. XIX, No. 7.